# Frei Epifânio
Giuseppe Gino Taioli mais conhecido como Frei Epifânio, OFMCap (Badia, 15 de dezembro de 1916 – Imperatriz, 8 de fevereiro de 1983) foi um religioso italiano que atuou como missionário em municípios do Maranhão, em especial a cidade de Imperatriz. 

## Origens e formação religiosa
Frei Epifânio nasceu como Giuseppe Gino Taioli em 15 de dezembro de 1916, na pequena cidade de Badia Calavena (Verona), na Itália. Seu nome religioso, “da Badia”, faz referência à sua terra natal, embora tenha acabado por se tornar conhecido pela grafia “ da Abadia”.
Entrou no seminário aos 15 anos (em 1931). Foi ordenado sacerdote por volta dos 22 anos. Era membro da Ordem dos Frades Menores Capuchinhos. Trabalhou como assistente e professor no Seminário Seráfico de Varese antes de ser enviado ao Brasil.

### Chegada ao Brasil
Em 1947, aos 31 anos, embarcou para o Brasil como missionário, no estado do Ceará. Em 10 de outubro de 1952, iniciou sua missão na cidade de Imperatriz (MA). Antes dele, atuou também em localidades como Montes Altos, Alto Alegre e Grajaú.
Foi pároco responsável pelas paróquias de São Francisco e Nossa Senhora de Fátima. Liderou a construção ou reconstrução de igrejas, inclusive a Igreja de São Francisco e parte da casa paroquial dos frades. Também dirigiu o Ginásio Bernardo Sayão e teve papel ativo na organização comunitária e educacional.
Desempenhou funções de Vigário Capitular da Prelazia de Carolina e foi conselheiro na vice‑província dos Capuchinhos. Atuou como liderança espiritual e administrativa da ordem na região por cerca de 36 anos de missão.

### Incentivador do futebol
Frei Epifânio era entusiasta do futebol. Começou jogando de batina pelas ruas e campos de várzea de Imperatriz, até receber da Igreja autorização para usar calção e chuteiras em partidas. Ele usava sempre uma chuteira vermelha característica na cor vermelha.
Organizou times amadores vinculados à instituição educacional Ginásio Bernardo Sayão e às comunidades religiosas. Ajudou a fundar a Sociedade Imperatriz de Desportos, que se tornaria o principal clube da cidade e manda seus jogos no estádio que leva seu nome.
O Estádio Frei Epifânio D’Abadia foi inaugurado em 30 de janeiro de 1966, em um terreno antes utilizado por ele como campo de futebol. 

## Vida final e memória
Frei Epifânio faleceu em 8 de fevereiro de 1983, em Imperatriz, após dedicar mais de três décadas à missão local.
Em setembro de 2024, seus restos mortais foram translados para um jazigo na Igreja São Francisco de Assis em Imperatriz. Jogadores e torcedores do “Cavalo de Aço” participaram da homenagem, reconhecendo seu impacto no futebol local e na comunidade.